# Park prirode Telašćica
Park prirode Telašćica ističe tri temeljna fenomena: uvalu Telašćicu kao najveću i najsigurniju prirodnu jadransku luku, strmce, takozvane 'stene' Dugoga otoka koje se uzdižu do 200 m nad morem i spuštaju u dubinu od 90 m, te slano jezero Mir, ljekovitih svojstava.
Uvala Telašćica smještena je u jugoistočnom dijelu Dugoga otoka, okružena je s 13 otoka i otočića, a sadrži i šest otočića unutar uvale (od ulaza prema dnu uvale: Korotan, Galijola, Gozdenjak, Farfarikulac, Burnji Školj i Donji Školj). Proglašena je Parkom prirode 1988. godine. Status zaštićenog područja dobila je još 1980. zahvaljujući svojem iznimno vrijednom biljnom i životinjskom svijetu, geološkim i geomorfološkim fenomenima, vrijednim zajednicama morskog dna te zanimljivom arheološkom nasljeđu.
Biljni i životinjski svijet kopna i podmorja čini više od stotinu vrsta.

## Poveznice
- Park prirode
- Hrvatski nacionalni parkovi i parkovi prirode
- Jezero Mir

## Vanjske poveznice
- Park prirode 'Telašćica'
- Telašćica u Hrvatskoj enciklopediji Leksikografskog zavoda Miroslav Krleža

43°53′28″N 15°09′30″E / 43.89116698°N 15.15834731°E